# Makalata rhipidura
Makalata rhipidura és una espècie de mamífer rosegador de la família de les rates espinoses. És endèmica del nord-est del Perú. Es tracta d'un animal arborícola de costums nocturns. El seu hàbitat natural són els boscos humits de plana de l'Amazones. Es desconeix si hi ha cap amenaça significativa per a la supervivència d'aquesta espècie.